# قالینچاق
قالینچاق (به لاتین: Qalınçaq یا Qalıncaq) یک منطقه مسکونی در جمهوری آذربایجان است که در شهرستان اسماعیللی واقع شده است. قالینچاق ۱۶۹۱ نفر جمعیت دارد.